# Вотерфорд
Вотерфорд (енгл. Waterford, ир. Port Láirge) је пети по величини и значају град у Републици Ирској и најважнији град на југоистоку острва. Вотерфорд је истовремено и самостални градски округ у оквиру државе, будући да има звање велеграда.

## Природни услови
Град Вотерфорд се налази у југоисточном делу ирског острва и Републике Ирске и припада покрајини Манстер, док је преко реке Шур покрајина Ленстер. Град је удаљен 165 километара јужно од Даблина.
Рељеф: Вотерфорд је смештен у равничарском подручју, у крајњем делу истоименог Вотерфордског залива, на месту ушћа реке Шир у море. Надморска висина средишњег дела града је око 15 m.
Клима: Клима у Вотерфорду је умерено континентална са изразитим утицајем Атлантика и Голфске струје. Стога град одликује блага и веома променљива клима. Годишња количина падавина је око 530 мм/м², па је крај сушнији од остатка државе.
Воде: Вотерфорд се налази у залеђу Вотерфордског залива, дела Атлантског океана и једног од најбољих природни лука на острву. Град се образовао на естуарском ушћу реке Шур у залив.

## Историја
Подручје Вотерфорда било насељено већ у време праисторије. Прво насеље забележено је у време викиншких освајања, 853. г. Дато насеље је освојено од стране енглеских Нормана у 1170. г., што је био увод у њихово запоседање Ирске. Насеље је одмах добило градска права, па је постало значајно и брзо је напредовало. У касном средњем веку Вотерфорд је био по значају други у Ирској, одмах после Даблина.
Током 16. и 17. века Вотерфорд је учествовао у бурним временима око борби за власт над Енглеском. Ово није оштетило градску привреду, па је цветала у 18. веку, посебно бродоградња и производња стакла. Међутим, суноврат привреде града десио се средином 19. века у време ирске глади.
Вотерфорд је од 1921. г. у саставу Републике Ирске. Опоравак града започео је тек последњих деценија, када је Вотерфорд поново забележио нагли развој и раст.

## Становништво
| Година       |
| Становништво |
| ------------ |

Према последњим проценама из 2011. г. Вотерфорд је имао око 45 хиљада становника у граду и близу 50 хиљада у широј градској зони., што је за двоструко пута више него пре једног века. Последњих година број становника у граду се нагло повећава.

## Привреда
Вотерфорд је био традиционално индустријско, лучко и трговачко средиште. Најважнија индустрија некад је производња стакла и кристала и бродоградња.
Последњих деценија градска привреда се махом заснива на пословању, трговини и услугама. Такође, последњих година туризам постаје све важнија делатност у граду.

## Партнерски градови
- Рочестер
- Сент Ерблен
- Сент Џонс

## Галерија
- Поглед на Вотерфорд
- Саборна црква града Вотерфорда
- Шкотски кеј
- Улица старог дела града